# رابیشا
رابیشا (به بلغاری: Rabisha) یک منطقهٔ مسکونی در بلغارستان است که در استان ویدین واقع شده‌است.
 رابیشا ۲۴٫۳۹۱ کیلومتر مربع مساحت و ۲۵۲ نفر جمعیت دارد و ۲۲۴ متر بالاتر از سطح دریا واقع شده‌است.